# Annemarie Rübens
Annemarie Rübens (* 24. Mai 1900 in Banfield, Argentinien; † 8. Mai 1991 in Göttingen) war eine deutsch-argentinische Theologin, Widerstandskämpferin und Wohltäterin in Uruguay. Bekannt wurde sie einerseits in den 1930er Jahren in Deutschland als Vorkämpferin für die Zulassung von Frauen zum evangelischen Pfarramt und andererseits mit der Errichtung des „Haus Rübens“, einem Landschulheim in Colonia Valdense, Uruguay, das ab 1938 zum Treffpunkt der von den Nazis verfolgten Emigranten wurde.

## Leben
Annemarie Rübens wurde als Tochter deutscher Eltern in Banfield, Argentinien, geboren, wo sie gemeinsam mit ihren vier Geschwistern bis 1909 aufwuchs. Danach übersiedelte die Familie nach Deutschland, wo sie Jugend, Ausbildung und ihre erste Berufstätigkeit erlebte.

### Deutschland bis 1933
Sie studierte an der Philipps-Universität Marburg evangelische Theologie und arbeitete ab 1927 in Kölner Berufsschulen und Altersheimen. Gemeinsam mit sechs weiteren Theologinnen, die sie aus ihrer Studienzeit in Marburg kannte, gründete sie in Köln die Vereinigung evangelischer Theologinnen – unter anderem mit Ina Gschlössl, Aenne Schümer (verheiratete Traub) und Elisabeth von Aschoff (verheiratete Bizer), die später als die „Vier Kölner Vikarinnen“ Bekanntheit erlangten. Die Vereinigung kämpfte darum, auch den Pfarrdienst für die Frauen zu öffnen, und dass Männer und Frauen in der Evangelischen Kirche die gleichen Rechte erhielten. Die Vereinigung forderte das volle, "dem Manne gleichgestellte Pfarramt auch für Frauen", also mit sämtlichen Aufgaben und Kompetenzen, von der Predigt über die Taufe, die Trauung bis zur Beerdigung. Die Theologinnen traten etwa zur gleichen Zeit Ende der 1920er Jahre der SPD, sowie der Bruderschaft Sozialistischer Theologen bei. Ebenfalls zur gleichen Zeit, im Sommer 1933 werden sie von den Nationalsozialisten aus dem Vikariatsdienst entlassen. Annemarie Rübens Entlassung wurde daran fest gemacht, dass sie einerseits öffentlich für Juden betete und andererseits in einer Predigt am 2. April 1933, deutliche Kritik an der Herrschaft der Nationalsozialisten äußerte und den Hass gegen die jüdischen Mitbürger verurteilte.

### Uruguay
Nach ihrer Entlassung im Juli 1933 emigrierte Rübens nach Noordwijkerhout, Niederlande, wo sie von der Theologin Bram Burger aufgenommen wurde. Sie wollte weiter zu ihrem Bruder Hans nach Uruguay reisen, was sie 1936 auch tat, obwohl dieser kurz vor ihrer Abreise verstarb. Er hinterließ ihr 13 Hektar Land in Colonia Valdense. Dieses Landgut mit Obstbäumen, Weideland, Eukalyptuswald und zwei beinahe verfallenen Häuser renovierte sie und errichtete ein Landheim für Kinder von verfolgten und geflüchteten Personen, vor allem aus Deutschland. „Es war ein kleines Paradies: Die Kinder trieben Sport, gingen Schwimmen, konnten Reiten, halfen in Haus und Garten, machten Wanderungen, spielten Theater und gewannen Sicherheit und Selbstbewusstsein zurück.“ Darüber hinaus sorgte Annemarie Rübens aber auch dafür, dass die Kinder ihre Muttersprache und ihre kulturellen Wurzeln nicht verloren. Auch wenn das Haus Rübens keine Schule im eigentlichen Sinne war, so gehört es doch in die Reihe der Schulen im Exil, die in der Weimarer Republik entwickelte Ansätze zu einer humanen und freiheitlichen Erziehung bewahrt und in lebendiger Auseinandersetzung mit den Verhältnissen im Gastland fortgeführt haben.
1938 kam die erste Kindergruppe von der Pestalozzi-Schule Buenos Aires, was wohl auf die engen Kontakte zurückzuführen ist, die Annemarie Rübens zu den Emigranten in Argentinien, so zu August Siemsen, der an der Pestalozzi-Schule in Buenos Aires unterrichtete, und in Uruguay unterhielt. Während des Krieges trat Annemarie Rübens der 1937 in Buenos Aires gegründeten Bewegung Das Andere Deutschland bei und war dort aktives Mitglied.
Während dieser Zeit kam auch ihr einziges Kind, Sohn Thomas (* 1943), zur Welt, der zusammen mit den Emigrantenkindern im Haus Rübens aufwuchs. Dass sie sich unverheiratet diesem Kinderwunsch nicht verschlossen hatte, kommentierte sie 1980 in einem Filminterview so: „Freunde muss man haben, aber auch Liebe. Für mich gehören auch Kinder dazu.“
Nachdem Anfang der 1950er Jahre die Anzahl der Besucher in ihrem Landheim zurückging, kehrte Rübens zurück in die BRD, wo sie unter anderem wieder in der evangelischen Kirche arbeiten und Fuß fassen wollte. Da ihr dies nicht gelang, kehrte sie 1956 wieder nach Uruguay zurück.
Als sich in den 1970er Jahren die wirtschaftliche Situation in Uruguay zusehends verschlechterte, die Demokratie verfiel und 1973 nach einem Militärputsch eine zivil-militärische Diktatur an die Macht kam, öffnete Annemarie Rübens ihr Haus erneut für Kinder politisch verfolgter Eltern. 1975 reiste sie nach Deutschland, um Spendengelder zu sammeln. Als sie erfuhr, dass sie auf Fahndungslisten des diktatorischen Regimes stand, kehrte sie nicht mehr nach Uruguay zurück.

### Deutschland ab 1975
Wieder im Exil, dieses Mal in Deutschland, engagierte sie sich in einem Dritte-Welt-Laden in Tübingen und bei Amnesty International. Später lebte sie in einem Seniorenstift in Göttingen.
Annemarie Rübens starb kurz vor ihrem 91. Geburtstag in Göttingen, nachdem sie die abgelaufenen Batterien ihres Herzschrittmachers nicht mehr erneuern lassen wollte.